# Llista d'alcaldes de Reus

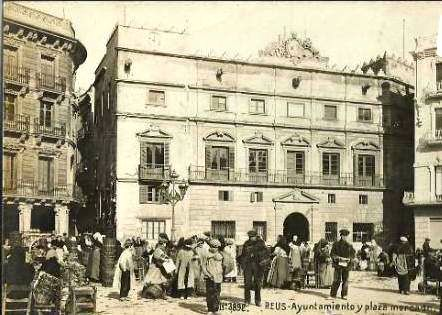
Ajuntament de Reus el 1912. L'edifici va ser construït pels mestres de cases Antoni Pujades i Joan Mas el 1601

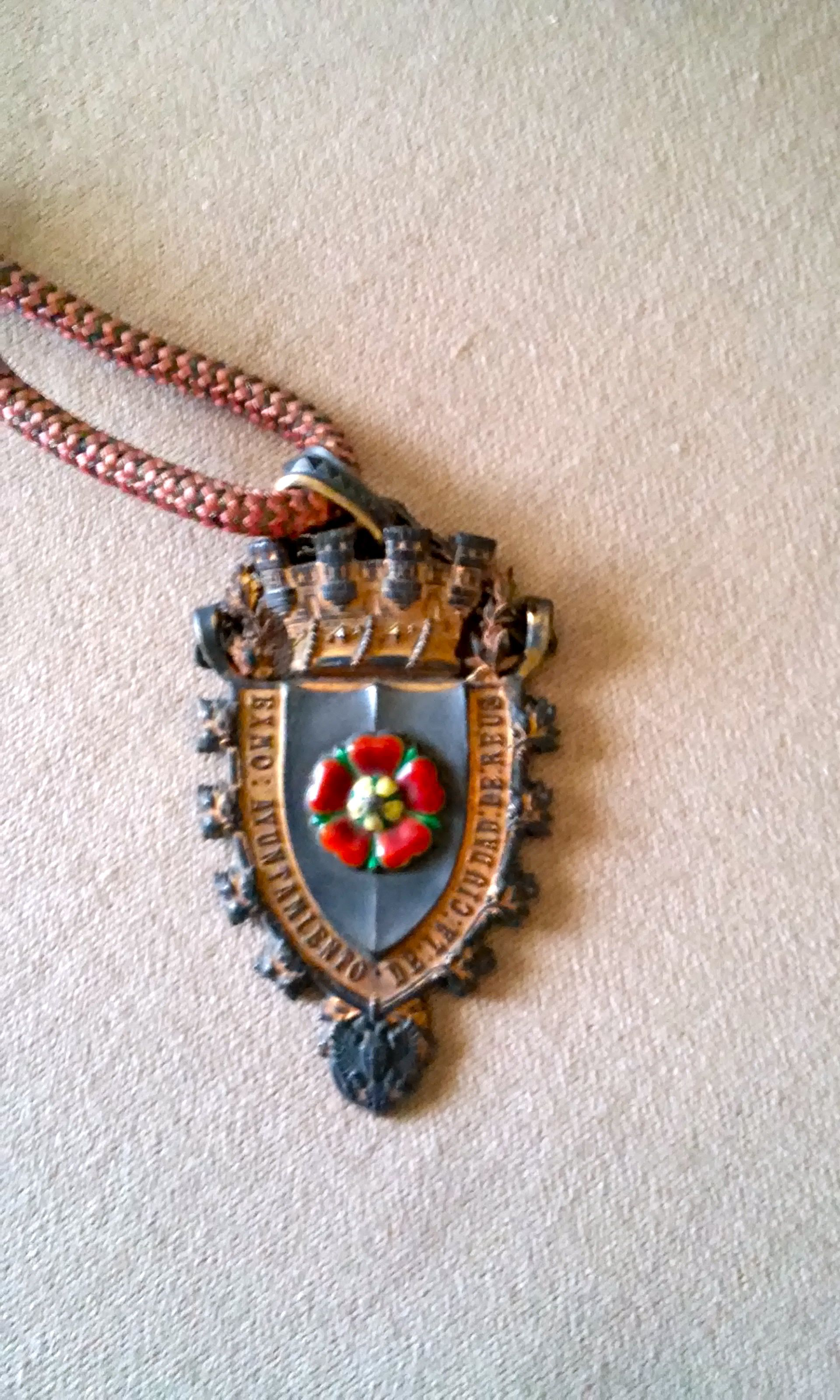
Medalla que portaven els alcaldes i regidors de l'Ajuntament de Reus entre el 1899 i el 1940

A continuació es mostra una Llista d'Alcaldes de Reus des del segle xviii. A partir del Decret de Nova Planta, se suprimeixen els Jurats i el Consell que regien fins llavors l'ajuntament. Els alcaldes de Reus eren elegits per l'Arquebisbe de Tarragona, ja que la ciutat era de la seva jurisdicció. Reus enviava una terna a Tarragona, que s'havia elegit per insaculació dels noms dels possibles candidats. El bisbe en triava un, que tenia també les funcions de jutge i que havia de prestar jurament al seu davant. Els regidors s'elegien seguint les normes del marquès de Castel-Rodrigo, que consistien en confeccionar una llista de 14 individus que s'enviava a la Reial Audiència on feien elecció de set persones, les que tocaven a Reus pel nombre d'habitants.

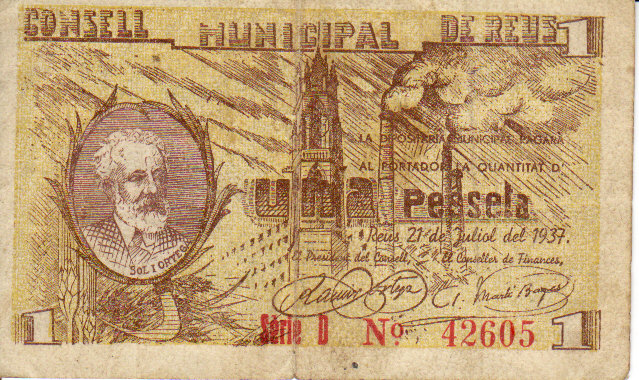
Billet del Consell Municipal de Reus, de 1937, signat per Ramir Ortega Garriga i dibuixat per Josep Ferré Revascall.

## Llistat

### Per aplicació del Decret de Nova Planta, del 1719 al 1798.[2]
- Pere Puig, negociant. 1719-1721
- Joseph de Simó, ciutadà honrat. 1721-1723
- Joseph Parés, metge. 1723-1724
- Gabriel de Simó, ciutadà honrat. 1724-1726
- Pere Puig, negociant. 1726-1728
- Pere Batlle, metge. 1728-1730
- Gabriel Monter, metge. 1731-1732
- Jaume Freixa Cabestany, negociant. 1732-1734[3]
- Pere Puig, negociant. 1734-1736
- Francesc Aixemús, negociant. 1736-1738
- Pere Puig, negociant. 1739-1740[4]
- Pere Batlle, metge. 1741-1742[4]
- Francesc de Miró i Roig 1743-1744[5]
- Josep Pedret, doctor en lleis 1745-1747[4]
- Francesc Sullivan 1747-1749[5]
- Rafael Bellveny 1749-1750[4]
- Manuel Grases i Ribes 1751-1752[6]
- Francesc Sullivan 1753-1754[7]
- Pere Batlle, metge. 1755-1756[4]
- Pau Janer 1757-1758[8]
- Salvador de March i Bellver 1759-1760[9]
- Francesc Sullivan 1761-1762[10]
- Francesc de Miró i Roig 1763-1764[11]
- Antoni Auger, confiter. 1765-1766[4]
- Pau de Miró i Roig 1767-1768[12]
- Esteve Goget (o Guget) 1769-1770[4]
- Ramon de Nicolau i Ferrer 1771-1772[13]
- Pau de Miró i de March 1773-1774[9]
- Marià de Grau, doctor en lleis. 1775-1776[4]
- Francesc Ferran Verneda 1777-1778[14]
- Josep Grases Sabater, advocat 1779-1780[9]
- Bonaventura de March 1781-1782[15]
- Josep Grases Sabater, advocat 1783-1784[16]
- Miquel Valls, hisendat. 1785-1786[4]
- Gabriel Aixemús 1787-1788[9]
- Joan Perramon 1789-1790[4]
- Ramon Pintó 1791-1792[17]
- Josep Grases Sabater, advocat 1793-1794[18]
- Joan Molins 1795-1796[4]
- Bonaventura de March 1797-1798[9]
- Agustí de Miró i de Folch, comerciant i militar, 1799-1800[9][19]
- Francesc Rovellat 1801-1802[20]
- Manuel de Grau 1803-1804[20]
- Josep Saludes 1805-1806[21]

### Guerra del Francès, del1808al1814
- Antoni Fragà 1807-1808[22]
- Baltasar Gil 1809-1810[23]
- Josep Brocà Jover 1811[24]
- Josep Bages Oliva 1811[25]
- Pau Torroja, hisendat. 1811-1812[26]
- Josep Guardià 1812-1813[27]
- Pere Anguera Magrinyà, metge. 1814[28]

### Restauració absolutistadel 1814 al 1820
- Joan Magrinyà, advocat. 1814[29]
- Joan Casas, advocat. 1815 1817[30]
- Marian Thomàs, familiar del Sant Ofici. 1817[31]
- Bonaventura Sabater March. 1818-1819[32]
- Baltasar de Toda, hisendat. 1819-1820[33]
- Lluís Maria de Cardeñas, hisendat. 1820[34]

### Trienni Liberal(1820-1823)
- Marià Fonts Ciurana. 1820[35]
- Josep Gayà, hisendat. 1821[36]
- Joan Rincón Gil, advocat. 1822[37]
- Josep Janer, tinent coronel. 1823[38]

### Dècada ominosa(1823-1833)
- Joan Casas, advocat. 1823[39]
- Josep de Miró i de Burgues, cavaller. 1824-1825[40]
- Lluís Maria de Cardeñas, hisendat. 1826[41]
- Antoni Carreras, capità retirat. 1827[42]
- Antonio Chamochín, advocat. 1827[43]
- Ambrosio de Eguia 1828-1831[44]
- José Maria de Aguilar 1832-1833[45]

### Regència de la reinaMaria Cristina(1833-1840)
- Josep Maria Montemayor 1833-1835[46]
- Francesc Mercader 1836[47]
- Pau Font Rocamora 1837-1838[48]
- Salvador de Brocà i de Bofarull 1838-1839[49]
- Pau Font Rocamora 1839[50]

### Regència delGeneral Espartero(1840-1843)
- Pere Sardà i Cailà 1839-1840[51]
- Pere Mata i Fontanet 1841[52]
- Francesc Subirà Parera 1841-1842[53]
- Josep Lletget Torrents 1842[54]
- Josep Simó Amat 1843
- Gabriel Lluch 1843[55]
- Salvador de Brocà i de Bofarull 1843-1844[56]

### Isabel II d'Espanya(1843-1868)
- Francesc de Toda 1844-1845[57]
- Ramon de Montagut 1846[58]
- Ramon Alba 1846-1847[59]
- Lluís Carbó 1847[60]
- Luís de Llano 1848[61]
- Dionisio de Revuelta1848-1851[62]
- Eduard de Toda i Albertos 1851-1853[63]
- Josep Maria Pàmies Juncosa 1854[64]
- Joan Martell Domènech 1854-1856
- Francesc Subirà Parera 1856-1857[65]
- Felipe de Nassarre 1857-1858[66]
- Basilio González 1858-1859[67]
- Joan Baptista Madremany 1859-1861[68]
- Gregorio de Mijares 1861-1863[69]
- Josep Maria Pàmies Juncosa 1863[70]
- Ramón Fernández de Zendrera 1863-1864[71]
- Antoni d'Aixemús 1864[72]
- Josep Maria Pàmies Juncosa 1865-1867[73]
- Víctor Josep Roselló Martí 1867-1868

### Sexenni Democràtic
- Jaume Aguadé Mestres (President de la Junta Revolucionària) 1868-1869
- Pere Bové Montseny 1869
- Antoni Soler i Clariana 1869
- Josep Maria Pàmies Juncosa 1869-1870
- Plàcid Bassedes Saludes 1870-1871
- Felip Font Trullàs 1872-1874
- Marià Pons i Espinós 1874
- Felip Font Trullàs 1874
- Antoni Soler i Clariana 1874
- Marià Pons i Espinós 1874
- Antoni Soler i Clariana 1874

### Restauració borbònica-Alfons XII d'Espanya(1875-1885)
- Marià Pons i Espinós 1875-1877
- Antoni Pascual Vallverdú 1877-1879
- Josep Oliver Aixalà 1880-1881[74]
- Joan Grau Ferrer 1881-1882[75]
- Serafí Serra Matas 1883 - 1885
- Eusebi Folguera Rocamora 1885
- Bernat Torroja Ortega 1885-1886

### Regència deMaria Cristina d'Àustria
- Eusebi Folguera Rocamora 1886-1889
- Josep M. Borràs Sardà 1889
- Eusebi Folguera Rocamora 1889-1891
- Francesc Prius Planas 1891-1893
- Casimir Grau Company 1893
- Eusebi Folguera Rocamora 1893-95
- Casimir Grau Company 1895-1899
- Pau Font de Rubinat 1899-1901

### Regnat d'Alfons XIII d'Espanya
- Josep Casagualda Busquets 1901-1903
- Enric Oliva Julià 1903-1904
- Jerónimo Marín Luis 1904-1905
- Josep Casagualda Busquets 1905-1909
- Enric Oliva Julià 1909-1910
- Emili Briansó Planes 1910-1912
- Josep Ciurana i Maijó 1912-1913
- Manuel Sardà Martí 1913-1914
- Salvador Bonet Marsillach 1914
- Pere Ambròs Fabregat 1914-1915
- Josep Ciurana i Maijó 1915-1917
- Josep Simó i Bofarull 1917
- Manuel Sardà Martí 1917-1919
- Claudi Tricaz Arnillas 1919
- Jaume Simó i Bofarull 1919-1920
- Lluís Rojo Segarra 1920
- Isidre Pons Torras 1920
- Manuel Sardà Martí 1920-1921
- Joan Loperena i Romà 1921
- Ramon Salvat Siré 1921-1922
- Pau Aymat Pujol 1922-1923

### Regnat d'Alfons XIII,Dictadura de Primo de Rivera(1923-1931)
- Enric Oliva Julià 1923-1924
- Ramon Salvat Siré 1924-1925
- Cayetano Puig Alonso de Medina 1925
- Josep M. Segimon Rodés 1925
- Ramon Salvat Siré 1925-1926
- Jaume Plana Gaya 1926-1929
- Joan Vilanova Montañà 1929-1930
- Tomàs Piñol Gasull 1930
- Ramon Salvat Siré 1930
- Pau Aymat Pujol 1930
- Josep Caixés Gilabert 1930-1931

### 2a. República,Franquismei democràcia
| Núm. |  | Alcalde                       | Inici mandat       | Fi de mandat       | Partit polític | Partit polític                                                     |
| ---- |  | ----------------------------- | ------------------ | ------------------ | -------------- | ------------------------------------------------------------------ |
|      |  | Evarist Fàbregas i Pàmies     | 1931               | 1931               |                | Foment Nacionalista Republicà (Esquerra Republicana de Catalunya)  |
|      |  | Antoni Martí Bages            | 1931               | 1932               |                | Acció Catalana                                                     |
|      |  | Enric Cavallé Muixí           | 1932               | 1934               |                | Partit Republicà Radical                                           |
|      |  | Josep Borràs i Messeguer      | 1934               | 1934               |                | Foment Nacionalista Republicà (Esquerra Republicana de Catalunya)  |
|      |  | Antoni Huguet Regué           | 1934               | 1934               |                |                                                                    |
|      |  | Pere Jordana Borràs           | 1934               | 1936               |                | Partit Republicà Radical                                           |
|      |  | Francesc Martí Ballester      | 1936               | 1936               |                | Lliga Regionalista                                                 |
|      |  | Josep Borràs i Messeguer      | 1936               | 1936               |                | Foment Nacionalista Republicà (Esquerra Republicana de Catalunya)  |
|      |  | Antoni Llauradó Muntanyola    | 1936               | 1937               |                | Confederació Nacional del Treball                                  |
|      |  | Ramir Ortega Garriga          | 1937               | 1939               |                | Partit Socialista Unificat de Catalunya                            |
|      |  | Enric Aguadé Parés            | 1939               | 1939               |                | Dictadura Franquista                                               |
|      |  | José Ramón de Amézaga Botet   | 1939               | 1939               |                | Dictadura Franquista                                               |
|      |  | José M. Fernández de Velasco  | 1939               | 1940               |                | Dictadura Franquista                                               |
|      |  | Joan Bertran Borràs           | 1940               | 1940               |                | Dictadura Franquista                                               |
|      |  | Antoni Valls Julià            | 1940               | 1947               |                | Dictadura Franquista                                               |
|      |  | Pere Miralles Casals          | 1947               | 1950               |                | Dictadura Franquista                                               |
|      |  | Pau Ornosa Soler              | 1950               | 1951               |                | Dictadura Franquista                                               |
|      |  | Joan Bertran Borràs           | 1952               | 1963               |                | Dictadura Franquista                                               |
|      |  | Juan-Amado Albouy Busquets    | 1963               | 1973               |                | Dictadura Franquista                                               |
|      |  | Josep Francesc Llevat Briansó | 1973               | 1977               |                | Dictadura Franquista                                               |
|      |  | Miquel Colàs Piquer           | 1977               | 19 d'abril de 1979 |                | Dictadura Franquista                                               |
|      |  | Carles Martí Massagué         | 19 d'abril de 1979 | 23 de maig de 1983 |                | Partit dels Socialistes de Catalunya                               |
|      |  | Anton Borrell Marcó           | 23 de maig de 1983 | 21 de març de 1985 |                | Partit dels Socialistes de Catalunya                               |
|      |  | Joan Maria Roig i Borràs      | 12 d'abril de 1985 | 12 d'abril de 1985 |                | Partit dels Socialistes de Catalunya                               |
|      |  | Josep Abelló Padró            | 12 d'abril de 1985 | 12 de juny de 1999 |                | Partit dels Socialistes de Catalunya                               |
|      |  | Lluís Miquel Pérez Segura     | 12 de juny de 1999 | 11 de juny de 2011 |                | Partit dels Socialistes de Catalunya                               |
|      |  | Carles Pellicer i Punyed      | 11 de juny de 2011 | 17 de juny de 2023 |                | Convergència i Unió i posteriorment Junts per Catalunya (coalició) |
|      |  | Sandra Guaita Esteruelas      | 17 de juny de 2023 |                    |                | Partit dels Socialistes de Catalunya                               |